# Big Cave
Big Cave és un petit volcà en escut, probablement format durant l'època de l'Holocè, situat al nord de Califòrnia a l'Arc Volcànic de les Cascades del nord-oest del Pacífic. Amb una elevació de 1.260 msnm, és el producte de la subducció de diverses plaques tectòniques sota la placa nord-americana, que continua a un ritme de 4 centímetres cada any.
Big Cave té una composició basàltica, amb una textura superficial rugosa, i ha estat coberta per colades de lava. Situat entre el Big Lake al nord i Bald Mountain al sud, forma part d'un cinturó de volcans del Quaternari tardà que es desplacen al nord des del volcà Lassen Peak. Va entrar en erupció per última vegada durant el Plistocè final o inicis de l'Holocè. La seva principal característica és la presència de joves cons piroclàstics al seu flanc nord i al seu cim.